# Voile aux Jeux olympiques d'été de 2012 – Laser hommes
Pour un article plus général, voir Voile aux Jeux olympiques d'été de 2012.
Navigation
Pékin 2008 Rio de Janeiro 2016
L'épreuve de laser hommes des Jeux olympiques d'été de 2012 a eu lieu du 30 juillet au 6 août à Weymouth et Portland.

## Médaillés
| Or           | Argent          | Bronze         |
| Tom Slingsby | Pávlos Kontídis | Rasmus Myrgren |

## Qualification
Pour cette épreuve, les athlètes se sont qualifiés soit grâce aux championnats du monde 2011 qui attribuait 75 % des places ou soit à ceux de 2012 qui attribuait 25 % de places. Aussi, la Grande-Bretagne en tant que pays hôte est qualifiée pour toutes les épreuves.

## Format de la compétition
Cette épreuve comprend une série de régates. Des points sont attribués à chaque régate : un point pour le vainqueur, deux points pour le bateau en deuxième position et ainsi de suite. Après les 10 premières régates, les points attribués à chaque concurrent dans la course où il a réalisé sa plus mauvaise performance sont retirés et les points restants sont additionnés. Les 10 athlètes avec les meilleurs scores disputent la course pour la médaille dont les points comptent double : deux points pour la première place, quatre points pour la deuxième place et ainsi de suite. Le total des points obtenus à l’issue de la course de médaille détermine le classement, ainsi l'athlète ayant le score le plus bas est déclaré vainqueur.

## Calendrier
Toutes les heures sont en British Summer Time (UTC+1).
| Date                   | Temps   | Tour                    |
| ---------------------- | ------- | ----------------------- |
| Lundi 30 juillet 2012  | 13 h 00 | Course 1 et 2           |
| Mardi 31 juillet 2012  | 13 h 00 | Course 3 et 4           |
| Mercredi 1er août 2012 | 13 h 00 | Course 5 et 6           |
| Vendredi 3 août 2012   | 13 h 00 | Course 7 et 8           |
| Samedi 4 août 2012     | 13 h 00 | Course 9 et 10          |
| Lundi 6 août 2012      | 14 h 00 | Course pour la médaille |

## Résultats
| Rang                                | Athlète                  | Pays               | Course | Course | Course | Course | Course | Course | Course | Course | Course | Course | Course | Points | Points |
| Rang                                | Athlète                  | Pays               | 1      | 2      | 3      | 4      | 5      | 6      | 7      | 8      | 9      | 10     | CM     | Total  | Nets   |
| ----------------------------------- | ------------------------ | ------------------ | ------ | ------ | ------ | ------ | ------ | ------ | ------ | ------ | ------ | ------ | ------ | ------ | ------ |
| Médaille d'or, Jeux olympiques      | Tom Slingsby             | Australie          | 2      | 1      | 2      | 6      | 9      | 2      | 14     | 1      | 1      | 1      | 18     | 57     | 43     |
| Médaille d'argent, Jeux olympiques  | Pávlos Kontídis          | Chypre             | 9      | 4      | 1      | 1      | 2      | 4      | 12     | 7      | 7      | 4      | 20     | 71     | 59     |
| Médaille de bronze, Jeux olympiques | Rasmus Myrgren           | Suède              | 11     | 5      | 4      | 5      | 25     | 10     | 4      | 9      | 10     | 2      | 12     | 97     | 72     |
| 4                                   | Tonči Stipanović         | Croatie            | 5      | 6      | 20     | 4      | 3      | 1      | 8      | 13     | 6      | 15     | 16     | 97     | 77     |
| 5                                   | Andrew Murdoch           | Nouvelle-Zélande   | 12     | 8      | 17     | 18     | 1      | 7      | 13     | 15     | 3      | 3      | 8      | 105    | 87     |
| 6                                   | Simon Grotelüschen       | Allemagne          | 14     | 12     | 19     | 3      | 7      | 8      | 19     | 4      | 13     | 10     | 2      | 111    | 92     |
| 7                                   | Paul Goodison            | Grande-Bretagne    | 10     | 23     | 16     | 2      | 4      | 9      | 17     | 12     | 9      | 8      | 6      | 116    | 93     |
| 8                                   | Alejandro Foglia         | Uruguay            | 15     | 3      | 28     | 27     | 30     | 6      | 9      | 3      | 5      | 6      | 4      | 136    | 106    |
| 9                                   | Juan Ignacio Maegli      | Guatemala          | 1      | 10     | 7      | 13     | 5      | 20     | 7      | 10     | 21     | 21     | 14     | 129    | 108    |
| 10                                  | Jean-Baptiste Bernaz     | France             | 3      | 21     | 6      | 9      | 19     | 11     | 2      | 18     | 20     | 34     | 10     | 153    | 119    |
| 11                                  | Julio Alsogaray          | Argentine          | 20     | 7      | 5      | 11     | 12     | 23     | 1      | 50 BFD | 26     | 7      | *      | 162    | 112    |
| 12                                  | Javier Hernández         | Espagne            | 34     | 17     | 13     | 15     | 26     | 13     | 6      | 17     | 2      | 9      | *      | 1528   | 118    |
| 13                                  | Bruno Fontes             | Brésil             | 17     | 2      | 12     | 19     | 10     | 27     | 23     | 21     | 16     | 5      | *      | 152    | 125    |
| 14                                  | Rutger van Schaardenburg | Pays-Bas           | 33     | 11     | 14     | 7      | 11     | 14     | 26     | 5      | 19     | 23     | *      | 163    | 130    |
| 15                                  | Colin Cheng              | Singapour          | 4      | 25     | 26     | 20     | 27     | 34     | 10     | 2      | 17     | 14     | *      | 179    | 145    |
| 16                                  | Kristian Ruth            | Norvège            | 32     | 14     | 10     | 17     | 15     | 5      | 50 DNF | 24     | 8      | 20     | *      | 195    | 145    |
| 17                                  | Kacper Ziemiński         | Pologne            | 22     | 13     | 8      | 24     | 18     | 15     | 28     | 11     | 22     | 12     | *      | 173    | 145    |
| 18                                  | Karl-Martin Rammo        | Estonie            | 7      | 18     | 3      | 21     | 8      | 12     | 30     | 31     | 18     | 39     | *      | 187    | 148    |
| 19                                  | Thorbjorn Scherup        | Danemark           | 36     | 16     | 24     | 8      | 23     | 16     | 5      | 23     | 24     | 18     | *      | 193    | 157    |
| 20                                  | Andreas Geritzer         | Autriche           | 6      | 20     | 22     | 16     | 6      | 28     | 22     | 22     | 32     | 16     | *      | 190    | 158    |
| 21                                  | Zsombor Berecz           | Hongrie            | 30     | 34     | 11     | 12     | 33     | 3      | 21     | 14     | 4      | 31     | *      | 193    | 159    |
| 22                                  | Gustavo Lima             | Portugal           | 21     | 24     | 27     | 35     | 13     | 18     | 3      | 20     | 34     | 13     | *      | 208    | 173    |
| 23                                  | David Wright             | Canada             | 18     | 15     | 9      | 31     | 14     | 24     | 41     | 6      | 29     | 38     | *      | 225    | 184    |
| 24                                  | Ha Jee-Min               | Corée du Sud       | 8      | 9      | 15     | 14     | 35     | 50 DNF | 50 DSQ | 28     | 12     | 17     | *      | 238    | 188    |
| 25                                  | Cy Thompson              | (ISV)              | 24     | 22     | 32     | 23     | 17     | 21     | 16     | 26     | 36     | 22     | *      | 239    | 203    |
| 26                                  | Vagelis Himonas          | Grèce              | 13 DPI | 19     | 21     | 41     | 50 DSQ | 33     | 15     | 30     | 15     | 19     | *      | 256    | 206    |
| 27                                  | Igor Lisovenko           | Russie             | 28     | 40     | 36     | 22     | 24     | 19     | 25     | 16     | 28     | 33     | *      | 271    | 231    |
| 28                                  | Viktor Teplý             | République tchèque | 29     | 27     | 31     | 34     | 32     | 25     | 11     | 34     | 37     | 11     | *      | 271    | 234    |
| 29                                  | Rob Crane                | États-Unis         | 35     | 42     | 30     | 28     | 16     | 26     | 18     | 8      | 33     | 44     | *      | 280    | 236    |
| 30                                  | Milivoj Dukić            | Monténégro         | 26     | 33     | 35     | 32     | 22     | 30     | 24     | 38     | 23     | 24     | *      | 287    | 249    |
| 31                                  | Karlo Hmeljak            | Slovénie           | 23     | 30     | 18     | 33     | 34     | 31     | 50 DNF | 25     | 27     | 32     | *      | 303    | 253    |
| 32                                  | Matias del Solar         | Chili              | 16     | 32     | 25     | 43     | 20     | 17     | 50 BFD | 29     | 44     | 29     | *      | 305    | 255    |
| 33                                  | Mattias Lindfors         | Finlande           | 25     | 28     | 23     | 30     | 36     | 22     | 20     | 42     | 39     | 40     | *      | 305    | 263    |
| 34                                  | Wannes van Laer          | Belgique           | 19     | 26     | 29     | 26     | 29     | 38     | 31     | 50 BFD | 42     | 36     | *      | 326    | 276    |
| 35                                  | Michele Regolo           | Italie             | 31     | 35     | 46     | 10     | 21     | 32     | 43     | 35     | 43     | 30     | *      | 326    | 280    |
| 36                                  | James Espey              | Irlande            | 38     | 44     | 39     | 36     | 46     | 42     | 27     | 27     | 25     | 35     | *      | 359    | 313    |
| 37                                  | Andrew Lewis             | Trinité-et-Tobago  | 46     | 43     | 38     | 40     | 28     | 47     | 34     | 46     | 14     | 26     | *      | 362    | 315    |
| 38                                  | Ricardo Montemayor       | Mexique            | 39     | 41     | 44     | 46     | 45     | 29     | 29     | 40     | 11     | 42     | *      | 366    | 320    |
| 39                                  | Mustafa Çakır            | Turquie            | 43     | 29     | 41     | 50 DNF | 37     | 35     | 44     | 19     | 50 DNF | 27     | *      | 375    | 325    |
| 40                                  | Andrey Quintero          | Colombie           | 40     | 31     | 37     | 25     | 39     | 41     | 36     | 39     | 50 DNF | 37     | *      | 375    | 325    |
| 41                                  | José Ruiz                | Venezuela          | 45     | 46     | 34     | 37     | 41     | 36     | 33     | 44     | 35     | 28     | *      | 379    | 333    |
| 42                                  | Rokas Milevičius         | Lituanie           | 37     | 37     | 33     | 38     | 43     | 37     | 40     | 43     | 31     | 46     | *      | 385    | 339    |
| 43                                  | Shi Jian                 | Chine              | 27     | 39     | 43     | 45     | 42     | 46     | 32     | 41     | 30     | 41     | *      | 386    | 340    |
| 44                                  | Valeriy Kudryashov       | Ukraine            | 48     | 38     | 42     | 31 DPI | 38     | 40     | 35     | 36     | 38     | 43     | *      | 389    | 341    |
| 45                                  | Youssef Akrout           | Tunisie            | 41     | 36     | 40     | 44     | 31     | 39     | 39     | 33     | 45     | 48     | *      | 396    | 348    |
| 46                                  | Damien Desprat           | Monaco             | 44     | 45     | 45     | 39     | 40     | 43     | 42     | 32     | 41     | 25     | *      | 396    | 351    |
| 47                                  | Khairulnizam Afendy      | Malaisie           | 42     | 47     | 48     | 47     | 47     | 44     | 37     | 45     | 40     | 45     | *      | 442    | 394    |
| 48                                  | Keerati Bualong          | Thaïlande          | 47     | 48     | 47     | 42     | 44     | 45     | 50 DSQ | 37     | 47     | 47     | *      | 454    | 404    |
| 49                                  | Ilia Ignatev             | Kirghizistan       | 49     | 49     | 49     | 48     | 48     | 48     | 38     | 47     | 46     | 49     | *      | 471    | 422    |

- * Seuls les dix premiers après les régates participent à la course à la médaille.